# 干邑拉福雷
干邑拉福雷（法語：Cognac-la-Forêt，法語發音：[kɔɲak la fɔʁɛ]），或称科尼亚克拉福雷，是法国新阿基坦大区上维埃纳省的一个市镇，属于罗什舒阿尔区。

## 地理
干邑拉福雷（45°50'2"N, 1°0'37"E）面积31.56 平方千米，位于法国新阿基坦大区上维埃纳省，该省份为法国中西部省份，北起顺时针与安德尔省、克勒兹省、科雷兹省、多爾多涅省、夏朗德省和维埃纳省接壤。
与干邑拉福雷接壤的市镇（或旧市镇、城区）包括：圣玛丽德沃、圣奥旺、维埃纳河畔圣布里斯、圣西尔、戈尔河畔圣洛朗、圣马丹德瑞萨克、圣普列斯特-苏赛克斯、圣维克蒂尼安、圣伊里耶苏赛克斯、塞雷亚克。

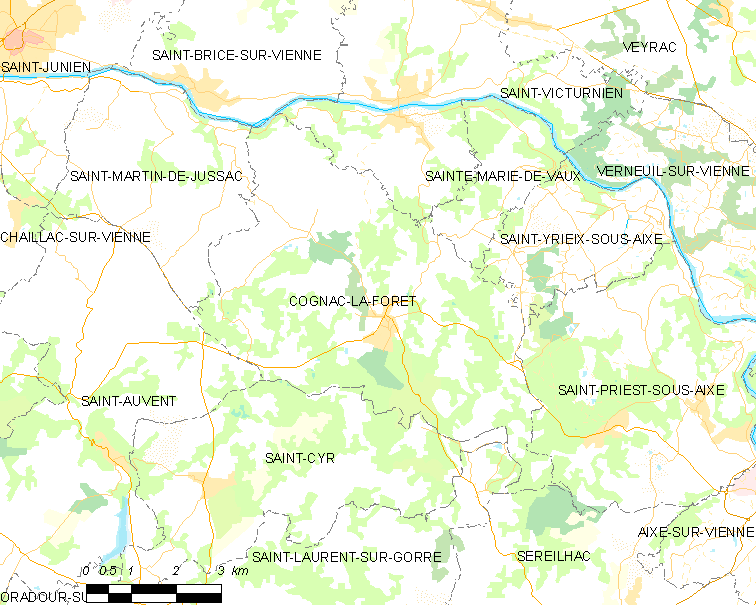
干邑拉福雷的OSM定位图

干邑拉福雷的时区为UTC+01:00、UTC+02:00（夏令时）。

## 行政
干邑拉福雷的邮政编码为87310，INSEE市镇编码为87046。

## 政治
干邑拉福雷所属的省级选区为罗什舒阿尔县。

## 人口

1962-2008年间干邑拉福雷人口变化图示

干邑拉福雷于2022年1月1日时的人口数量为1199人。